# Neolepidotrochus variodentatus
Neolepidotrochus variodentatus is een zeekomkommer uit de familie Myriotrochidae.
De wetenschappelijke naam van de soort werd in 1978 gepubliceerd door George M. Belyaev & Alexander Mironov.